# Benneckenstein
Stadt Benneckenstein (Harz) est un quartier de la ville d’Oberharz am Brocken, dans l'arrondissement de Harz en Saxe-Anhalt, en Allemagne. L'ancienne ville a été incorporée le 1er janvier 2010. 

## Géographie
Benneckenstein se situe dans la partie basse du massif de Harz (Unterharz), près du tripoint de la Saxe-Anhalt avec la Basse-Saxe à l'ouest (l'ancienne frontière interallemande) et la Thuringe au sud.
Juste au nord, la ligne de Benrath sépare les dialectes du moyen allemand oriental de ceux du bas saxon. 
La gare de Beneckenstein est raccordée au réseau des Harzer Schmalspurbahnen (« Chemins de fer à voie étroite du Harz »).

## Histoire

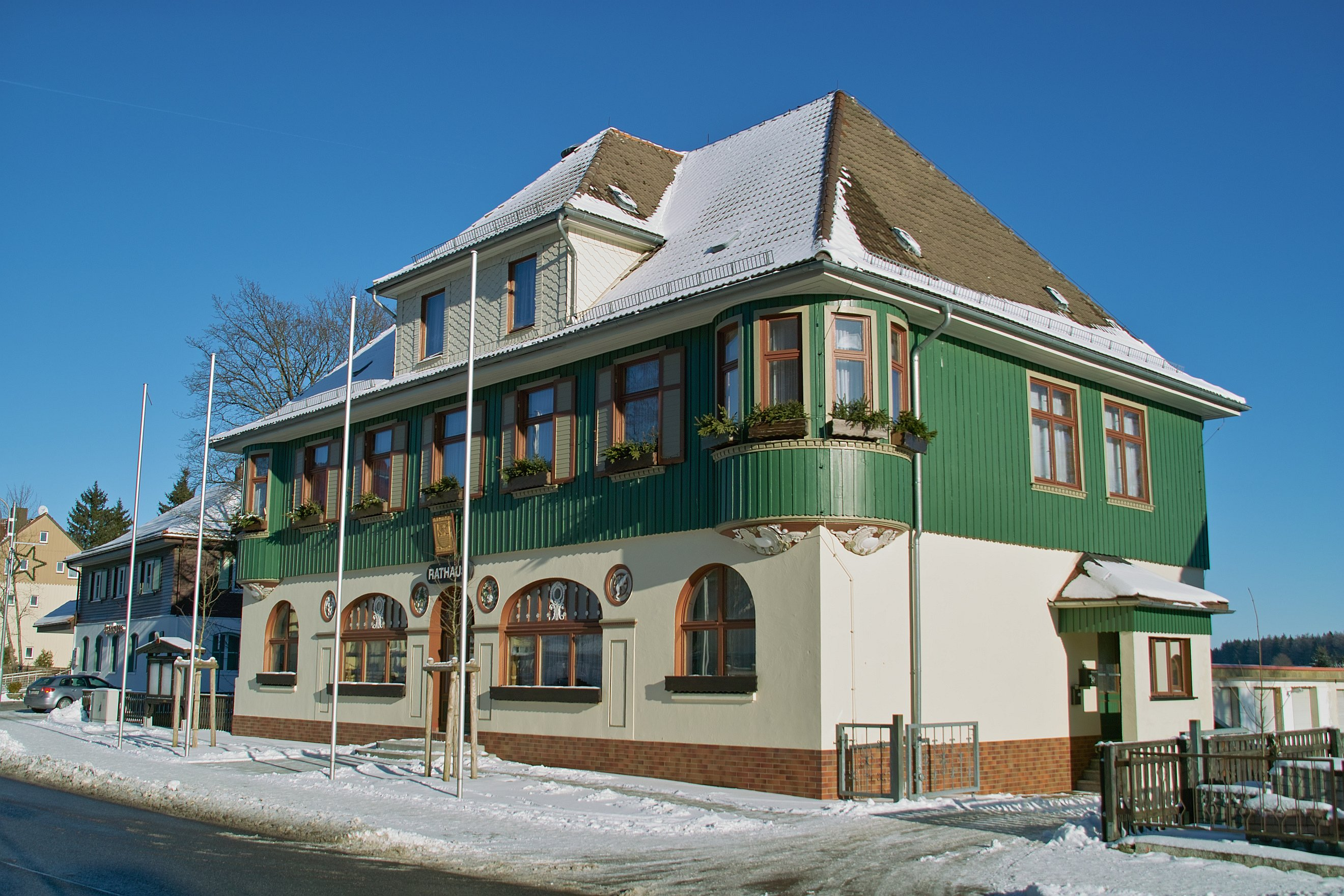
Mairie.

Le lieu de Beneken brugge fut mentionné pour la première fois en 1253. À ce temps, la seigneurie de Benneckenstein faisait partie du comté d'Hohnstein. En 1403 déjà, une moitié a été acquise par les landgraves de Thuringe ; l'autre moitié rejoint le biens de la maison de Schwarzbourg en 1424 (partagée entre les principautés de Schwarzbourg-Sondershausen et de Schwarzbourg-Rudolstadt à partir de 1599).
Pendant la guerre de Trente Ans, en 1627 le château de Benneckenstein fut dévasté par les troupes de Jean t'Serclaes de Tilly. En vertu des traités de Westphalie conclus en 1648, l'État de Brandebourg-Prusse a acquis la part des Hohnstein ; les quarts des Schwarzbourg ont été incorporés en 1676 et 1741. Le 14 février 1741, Benneckenstein a reçu les droits de ville par le roi Frédéric II. Après le congrès de Vienne en 1815, le domaine fut incorporé dans le district d'Erfurt au sein de la Saxe prussienne.

## Personnalités
- Andreas Werckmeister (1645-1706), musicien et théoricien de la musique ;
- Christian Georges Kohlrausch (1851-1934), pédagogue de la gymnastique ;
- Dieter Bokeloh (1942-2022), sauteur à ski.